# بيع عبيد جورجتاون عام 1838
- في عام 1838، وجد النظام اليسوعي الذي يدير كلية جورجتاون (الآن جامعة جورجتاون) المؤسسة في حالة ضائقة مالية. من أجل سداد الديون، باعوا 272 عبدا كانوا يمتلكونها في مزارع ماريلاند للمشترين الجنوبيين.[1][2] كثير من أحفاد هؤلاء العبيد (المعروفين أحيانا باسم "GU272") يعيشون حاليا في وحول مارينغوين، لويزيانا.

تم الكشف عن هذه العلاقة من قبل مقالة نيويورك تايمز في 2016. ويجري حاليا مناقشة مسألة التعويضات الممكنة من الجامعة إلى أحفاد هؤلاء العبيد؛ أوصى فريق عامل داخلي في جورجتاون بأن يقدم «... نفس الاعتبار الذي يُعطي لأعضاء مجتمع جورجتاون في عملية القبول» لهؤلاء الأحفاد. 

## صور
- صورة لفرانك كامبل، أحد العبيد الذين تم بيعهم عام 1838.
- خريطة لمحطات الطريقة اليسوعية في ماريلاند من القرن السابع عشر إلى القرن التاسع عشر.

## روابط خارجية
- أرشيف رق جورجتاون.